# Чис
Чис (итал. Cis) је насеље у Италији у округу Тренто, региону Трентино-Јужни Тирол.
Према процени из 2011. у насељу је живело 303 становника. Насеље се налази на надморској висини од 717 м.

## Становништво
Према резултатима пописа становништва 2011. у општини је живело 309 становника.
| 1931. | 1936. | 1951. | 1961. | 1971. | 1981. | 1991. | 2001. | 2011. |
| ----- | ----- | ----- | ----- | ----- | ----- | ----- | ----- | ----- |
| 480   | 492   | 454   | 424   | 361   | 341   | 308   | 299   | 309   |